# Testudinaria lemniscata
Testudinaria lemniscata là một loài nhện trong họ Araneidae.
Loài này thuộc chi Testudinaria. Testudinaria lemniscata được Eugène Simon miêu tả năm 1893.